# Église San Vidal
Pour les articles homonymes, voir Vidal.
San Vitale (en vénitien San Vidal) est une église catholique de Venise, en Italie.

## Historique

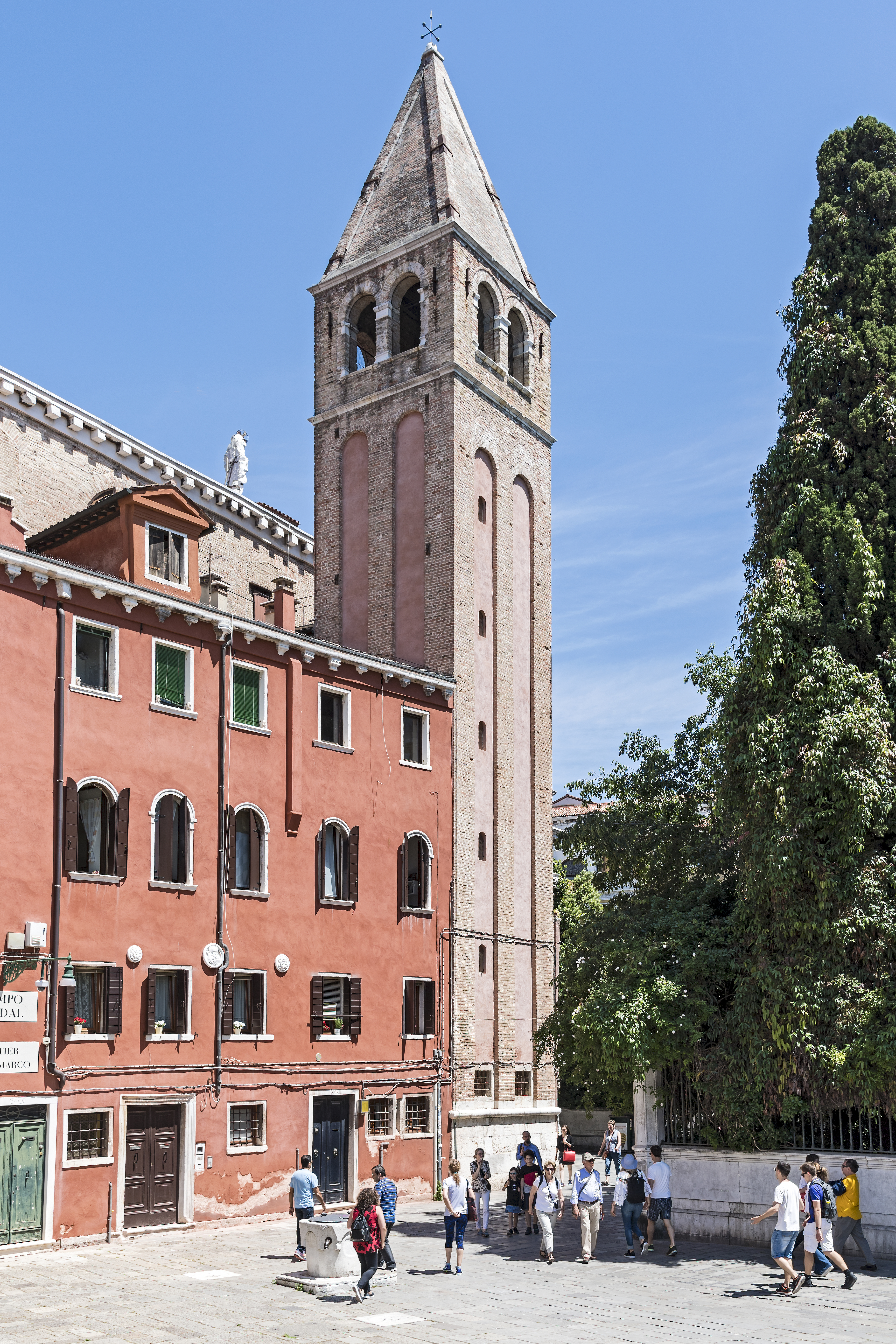
Le Campanile Campo san Vidale

L'église de San Vidal a été fondée en 1084 sous le règne du doge Vitale Falier. Le bâtiment a été rénové à la fin du XIIe siècle. Une nouvelle rénovation de l'église a eu lieu à la fin du XVIIe siècle, avec l'intention de le transformer en un monument grandiose pour la sépulture du  Doge Francesco Morosini (1688 à 1694). Le projet a été confié à l'architecte Antonio Gaspari qui a présenté des plans très proche de ceux de l'église Saint-André du Quirinal à Rome. Le projet a été réalisé par Andrea Tirali.

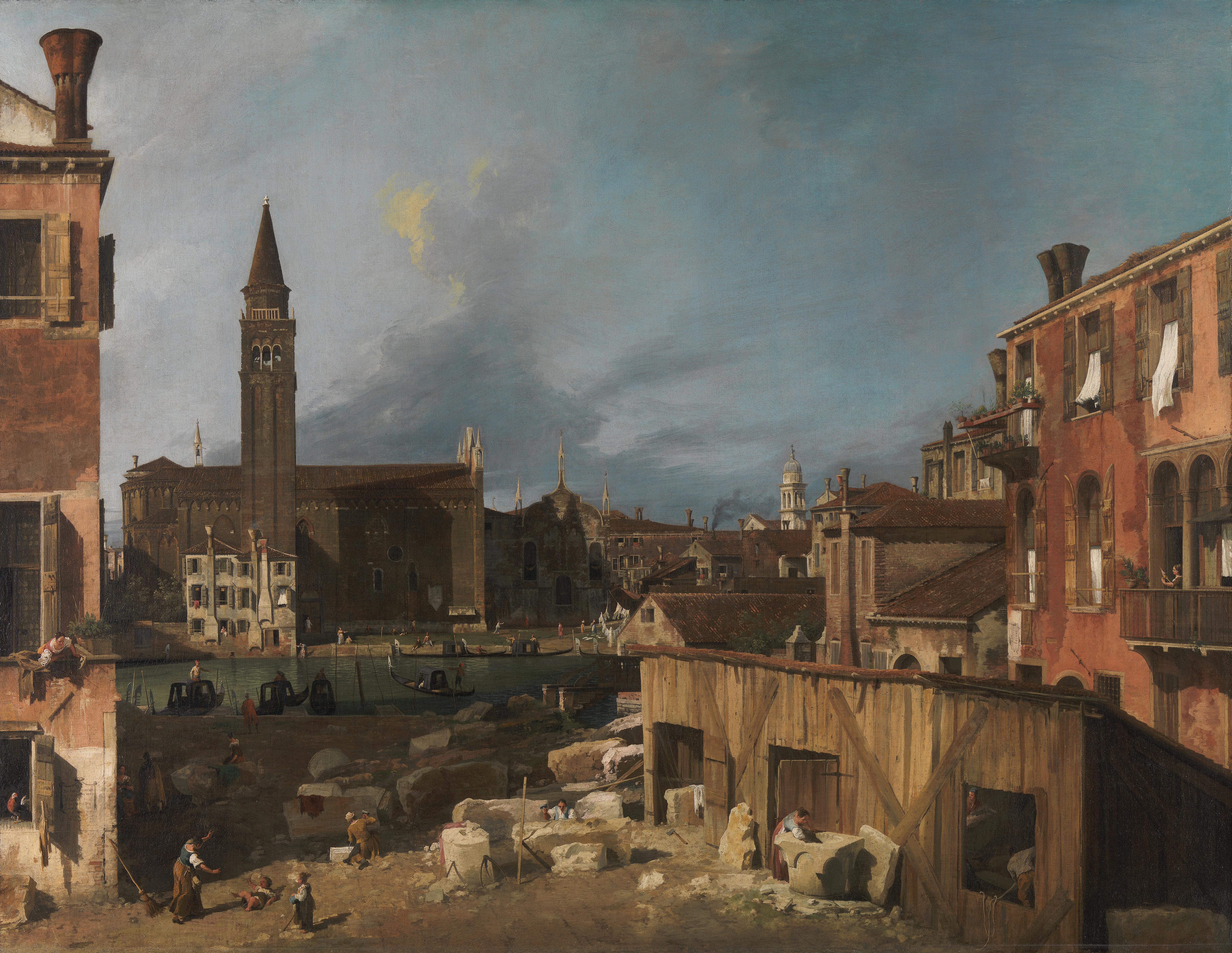
Campo San Vidal et Santa Maria della Carità
(La Cour du tailleur de pierre)
Canaletto, vers 1725
National Gallery

Canaletto, peintre vénitien de vedute du XVIIIe siècle l'a représentée de l'autre rive du Rio dans le tableau conservé à la National Gallery de Londres.
L'église, désacralisée, était depuis de nombreuses années, le siège de l'Union catholique des artistes italiens et la Sacristie est utilisée comme un espace d'exposition pour les œuvres d'art moderne et contemporain. Elle a ensuite été utilisée comme un espace pour les concerts de musique classique et baroque.

## Localisation
San Vidal est située dans le sestiere de San Marco, tout près du pont de l'Académie, sur le campiello San Vidal.